# Cerro Santa Lucía (Zulia)
El Cerro Santa Lucía (10°25′24″N 70°46′24″O / 10.4232, -70.7733) es una formación de montaña ubicada en el extremo este del estado Zulia, al oriente de la cuenca del Lago de Maracaibo, Venezuela. A una altitud promedio de 1395 m s. n. m., el Cerro Santa Lucía es una de las montañas más altas en Zulia. 

## Ubicación
Junto con el Cerro Socopó al norte, el Cerro Las Piñas al sur y otros macizos vecinos, el Cerro Santa Lucía forma parte de la Serranía del Empalado, también referida como serranía de Ciruma o Siruma (Venezuela), parte del sistema Coriano o Formación Lara-Falcón-Yaracuy. Está ubicado en la porción este de la serranía, entre los estados Falcón y Zulia. Está separado del macizo conformado por Cerro Los Indios y Cerro Azul por alturas menores a 900m.